# Comlod
Comlod – wieś w Rumunii, w okręgu Bistrița-Năsăud, w gminie Milaș. W 2011 roku liczyła 145 mieszkańców.